# 篠田潤子
篠田 潤子（しのだ じゅんこ、1965年8月9日 - ）は日本の社会心理学博士。フリーアナウンサー、ラジオパーソナリティ、タレント。元テレビ朝日アナウンサー、元慶應義塾大学文学部非常勤講師、元東京通信大学人間福祉学部教授。身長158cm。血液型O型。

## 来歴
東京都出身。慶應義塾女子高等学校、慶應義塾大学法学部法律学科、慶應義塾大学文学部人間関係学科卒業。慶應義塾大学大学院社会学研究科博士後期課程単位取得満期退学,  博士（社会学）（慶應義塾大学・2009年）学位授与番号　甲第3015号
慶應義塾大学法学部卒業後、1989年にテレビ朝日アナウンス部に入社。テレビ朝日のアナウンサーとして活躍。『モーニングショー』『スポーツフロンティア』『CNNデイブレイク』などのキャスターを務めた。
1993年に退職。翌年から、アップフロントプロモーション（旧：アップフロントエージェンシー）に所属しフリーとして活躍し始める。現在では、同事務所での仕事の1つとして、歴代ハロー!プロジェクトメンバーを中心に、アーティストの滑舌レッスンを担当している。
TV番組のMC他、FMのパーソナリティーを11年間担当。
ラジオでリスナーの相談にコメントするうちに心理学を勉強することの必要性を感じ、1999年慶応義塾大学文学部に入学。10歳以上年下の学生達と机を並べ基礎から学ぶ。
その後、大学院に進むことを決断したものの、社会人枠･OA入試枠がないことから、仕事と受験勉強の両立に取り組み、浪人することなく入学を果たした。
慶應義塾社会学研究科（大学院）在学中は論文、教科書の執筆を続けるほか、博士号取得前より、慶應大学文学部で週２回講義を4年間行っている。
2009年に博士号の学位を取得。専攻は社会心理学。
社会心理学者として本の執筆や研究、博士学位取得後は、大学の非常勤講師(慶應義塾大学文学部や東京女子大学)や、印象形成アドバイスやキャリアサポートも担当していた。
2018年から2021年3月まで　東京通信大学 人間福祉学部　教授。

## 人物
- 幼少期と大学留学で米国ニューヨークに7年以上滞在したため英国ロンドン短期留学時にはニューヨーカー訛りをよく指摘された。
- 趣味はフラワーアレンジメントで、1994年からアップフロントグループに所属。以前から興味のあった服･帽子作りに加え、花を用いた作品作りに夢中になる。ロンドン短期留学も果たし、東京･広尾の花店「花畑牧場」で花を売った。グリーンアドバイザーとしても活躍。
- パーソナル・コーチング(ストレス・コントロール、キャリア・プランニング）を強みとしている。

## 現在の出演番組
- 「The Girls Live」ナレーション

## 過去の主な出演番組

### テレビ朝日アナウンサー時代
| 期間       | 期間      | 番組名                   | 役職                   |
| ---------- | --------- | ------------------------ | ---------------------- |
| 1989年10月 | 1990年3月 | お昼のマイテレビ         | アシスタント           |
| 1990年4月  | 1991年3月 | 内田忠男モーニングショー | サブ司会               |
| 1991年4月  | 1993年3月 | スポーツフロンティア     | サブキャスター         |
| 1992年10月 | 1993年3月 | CNNデイブレイク          | 木曜日メインキャスター |

### フリー転向以降
- 「ランチタイムミュージック」、「LA LA PIX」、「CO-CO MIX」以上パーソナリティー（以上JFN系列地方局）
- 「音楽通信TOP30」（テレビ東京）
- 「ぷらら インターネット・ガーデン」パーソナリティー（2000年4月 - 2001年3月 TOKYO FM）
- 「スーパーJチャンネル」リポーター（テレビ朝日）
- 「ハローランド」司会（フジテレビ）
- 「未来図鑑〜WONDERFUL LIFE〜」司会（BSジャパン）
- 「夢の箱庭 〜手作りアニメーションの世界」メイキング番組　ナレーション(2009年7月11日、BS-TBS)
- 「氷にのった白くまウーラ」声優として出演(花畑アニメ、2009年制作)
- 「ハロー!SATOYAMAライフ」ナレーション（2012年6月 - 2013年6月、テレビ東京）

など

## テレビ朝日同期入社アナウンサー
- 飯村真一
- 田中滋実(現在は退社)

## 主な著書
- 「キーワード検索による社会心理学研究案内」(共編：ナカニシヤ出版、2002年)
- 「スポーツ・テレビ・ファンの心理学」(共著、ナカニシヤ出版、2004年4月)
- 「イズムの心理学」(共著、ナカニシヤ出版、2006年)
- 朝倉心理学講座　第一巻心理学方法論　第六章「社会心理学の方法論的問題」(2006年)
- 「人間科学セミナー」(共編、ナカニシヤ出版、2006年)
- 「スポーツとメディア」(ブレーン出版、2007年)
- 「社会心理学の方法論的問題」(共同執筆、朝倉書店『心理学的方法論』所収、2007年)